# Anna Schwab
Anna Elvira Augusta Schwab, född 6 juni 1880 i Stockholm, död där 8 mars 1962, var en svensk målare.
Hon var dotter till Zacheus Axén och Sophia Lovisa Bjurström och gift 1907–1921 med Eigil Schwab samt mor till Per Schwab. Hon studerade för Georg von Rosen på Tekniska skolan i Stockholm 1899–1901 och vid Althins målarskola 1901–1904 samt vid Konstakademien 1904–1908. Därefter bedrev hon självstudier under resor till Frankrike och Tyskland. Bland hennes offentliga arbeten märks en kopia av Marten Pepyns målning Jesus frambäres i templet för Täby kyrka. Hon medverkade i Föreningen Svenska Konstnärinnors utställningar på Liljevalchs konsthall ett flertal gånger på 1920-talet och i samlingsutställningar på Valand-Chalmers 1923, i London 1928, Norrköping och Gummesons konsthall 1929, Stockholmsutställningen 1930 samt i flera städer i USA 1930–1932 bland annat Philadelphia och Brooklyn, Galerie Modern i Stockholm 1933 samt i ett flertal svenska landsortsstäder. Hon var inbjuden till den internationella madonnautställningen i Florens 1928. Hennes konst består av stilleben, figurframställningar och porträtt samt kopior av äldre mästares verk. Schwab är representerad vid Stralsunds museum, Nordiska museet och Stockholms rådhus.   